# Slackpkg
Slackpkg – napisane w bashu narzędzie zaprojektowane dla dystrybucji Slackware, które wspomaga użytkowników w instalowaniu i aktualizowaniu pakietów tgz ze zdalnych repozytoriów. Wraz z wersją dystrybucji 12.2 stał się domyślnym menadżerem pakietów dla Slackware.